# 鈴木聖奈
鈴木 聖奈（すずき せいな、1987年2月10日 - ）は、日本の女優、ラジオパーソナリティである。神奈川県出身。身長158cm。alba所属。

## 来歴
2004年、高校生時代に著書『9月の金魚』で作家デビュー。その後、芸能活動を開始。
2005年製作、映画『オボエテイルー緋い記憶ー』で俳優デビュー。
2007年　大林宣彦監督作品の映画「２２才の別れ」で主演を務める。
2008年、連続テレビ小説『瞳』（BShi・BS2・NHK総合）に出演、以後様々なドラマ、映画、舞台等に出演する。
特技は乗馬、時代殺陣、日舞、現代アクション、クラシックバレエ、器械体操。趣味はロードバイク、散歩、ストレッチ、映画鑑賞。
2018年にはロードバイクの趣味が高じて『旅こぎ～自転車女子の列島ツーリング』（TBSチャンネル1）にも出演。
ラジオでは2018年4月より『鈴木聖奈 LIFE LAB～〇〇のおじ様たち～』（TBSラジオ）のレギュラーパーソナリティーを務める。

## 出演

### 映画
- オボエテイルー緋い記憶ー（2005年製作、2011年1月公開、監督：久保朝洋[1][2]） - 回想 片思いの少女 役
- 22才の別れ～Lycoris葉見ず花見ず物語～（2007年8月公開、監督：大林宣彦[3]） - 田口花鈴 役 ※ヒロイン
- その日のまえに（2008年11月公開、監督：大林宣彦[4]） - エコバッグを配る女 役
- 空へ-救いの翼 RESCUE WINGS-（2008年12月12月公開、監督：手塚昌明[5]） - 空士長 勝沼碧 役
- エクソシスト 祓魔師（2011年製作(劇場未公開)、監督：寺内康太郎[6]）- 主演・リサ 役
- 人生奪回ゲーム（2012年製作(劇場未公開)、監督：室賀厚[7]） - ナース 役
- この空の花 長岡花火物語（2012年4月公開、監督：大林宣彦） - 中畑二郎長女 役
- 天心（2013年11月公開、監督：松村克弥[8]）- 直子 役（横山大観の妻）
- Blue tide（2014年製作(劇場未公開)、監督：横山智佐子）- Emi(えみ)役
  - ロサンゼルス日本映画祭（Japan FilmFestival Los Angeles／JFFLA）出品作品[9]
- カノン（2016年10月、監督：雑賀俊郎） - 橋本珠緒 役
- としまえん（2019年5月、監督：高橋浩[10]）- アイコ 役
- 瞽女 GOZE（2020年10月、監督：瀧澤正治[11]）- 手引きクニ 役
- そこからの光　未来の私から私へ（2021年2月公開、監督：淀川茂[12]）
- Memories（2018年製作、2021年9月公開、監督：今関あきよし[13]）
  - ロサンゼルス日本映画祭：最優秀アート映画賞受賞作品[14]
- プリズナーズ・オブ・ゴーストランド（2021年10月公開(日本)、監督：園子温[15]）- 忍者役
- ツユクサ（2022年4月公開、監督：平山秀幸[16]）
- 唄う六人の女（2023年10月公開、監督：石橋義正[17]）
- アングリースクワッド 公務員と7人の詐欺師（2024年11月公開、監督：上田慎一郎[18]） - 五十嵐薫 役

### アニメ
- 闇芝居（第6期／1、2、6話）
  - 第1闇「雷客」 - 主演
  - 第2闇「友無洞」 - 女子高生
  - 第6闇「咲暗」 - 幽霊老婆

### ドラマ
- 連続テレビ小説　瞳（2008年、NHK） - 主人公の親友 田中萌 役
- もっとあなたの知らない世界・恐怖編（2011年、制作：ジョリー・ロジャー、BS日ﾃﾚ[19]）- 全5話中／第4話「自殺なう」主人公：鈴木奈々子 役
- 心の音 -ココノネ-（2012年9月1日（8月31日深夜）、テレビ東京[20]） - 看護婦 役
- 世にも奇妙な物語 2015秋・映画監督編～嘘が生まれた日～（2015年11月28日、フジテレビ、監督：清水崇[21]）
- 西村京太郎サスペンス 十津川警部シリーズ3　伊豆踊り子号殺人迷路（2017年9月、TBS） - 山辺直美 役
- 怒Sナイトの乱〜やっぱりテレビ関係者は観ないでください〜（2019年2月、静岡放送[22]） - 謎の仮面秘書 役
- 西村京太郎サスペンス 十津川警部シリーズ8　外房線に消えた女〜十津川の初恋〜（2019年3月25日、TBS） - 伊東晴美 役
- 集団左遷!!・第7話／本部編始動!! 巨大な上層部の悪事を暴け（2019年6月2日、TBS、日曜劇場[23]） - 秘書 役
- このミス大賞ドラマ［死亡フラグが立ちました！」 - 常連飲み屋のドジ店員あかり 役
- 日曜プライム「庶務行員 多加賀主水が許さない3」（2019年） - 堀田智美 役

### バラエティ
- 痛快TV スカッとジャパン（2017年12月「スカッとばあさん」、2018年2月「何もしないボンボン店長」、2018年3月「何もしないボンボン園長」、2019年1月「スーパーの迷惑客」真田ひろ子 役、フジテレビ）
- 旅こぎ　自転車女子の列島ツーリング～東海道編～（秋元才加・平川彩佳と共に）（全6回／2018年10月27日（第1回）-2019年3月2日（第6回）、TBSチャンネル1[24]）

### ドキュメンタリー
- 歴史ドキュメンタリー おけいが見た夢（2017年2月23日、BS-TBS[25][26]） - レポーター、ナレーション出演

### CM
- 2009年　明治安田生命 結婚式 Ver
- 2010年　Iwatani 富士の湧水
- 2013年　リクルート OPEN ES

### 舞台
- 空（2010年） - 主人公妹 サラ 役
- 親孝行～こんにちは、母さん～（2011年9月）（第23回池袋演劇祭・としまテレビ賞受賞作品[27]） - 彩香 役
- 朝倉薫プロデュース公演
  - クリスマスチャペル＆ファンタジーライブ（2013年12月、なかの芸能小劇場[28]）主演
  - 少女歌劇譚　幻奏の宴～黄昏は秋のいざない～（2013年11月、LOUNGE Boomerang[29]）　ゲスト出演
  - 少女歌劇譚　遥かなるミドルガルズ（2013年8月、シアターブラッツ[30]）
  - 土曜の午後はちょっとオシャレなティータイム（2013年、なかの芸能小劇場）
  - 朗読会　手のひらからこぼれた思い出（2012年、メリーココ）
- 雑愛種（2011年） - 聖奈 役 ※ヒロイン
- Heal your shoes（2014年4月、八幡山ワーサルシアター[31]）
- 紅蓮、ふたたび（2014年10月、笹塚ファクトリー[32]） - 女剣士 流火 役
- むぎー永遠の創作物ー（2014年、シアターグリーン BIG TREE THEATER[33]） - むぎ 役 ※ヒロイン
- 剣劇少女と…恋する悪魔（2015年6月、シアター風姿花伝[34]） - 刻祭青 役 ※ヒロイン
- 地図から消された島（2015年7月-8月、シアターグリーン BIG TREE THEATER[35]） - ヒロイン親友 森野早苗 役
- 天誅-2015-（2015年10月、六行会ホール[36]） - くの一 綺羅 役
- 幻燈の獏（2016年6月、シアターKASSAI[37]） - 少年将校 伴次 役
- バックトゥ・ザ・舞台袖（2016年9月-10月、シアターグリーン BIG TREE THEATER[38]） - 主人公妹 向谷千秋 役
- うんちゃん2～女性ドライバー編～（2017年10月、草月ホール/入間市民会館[39]） - 木下陽子 役
- カーテンコール（2018年12月、日暮里キーノートシアター） - 主演・中澤まさみ 役
- エグ女（2019年2月-3月、渋谷CBGK![40]） - 藍子 役
- マザー～特攻の母 鳥濱トメ物語～（2019年5月、新国立劇場小劇場）（2019年6月、豊田市市民文化会館、浜松市勤労会館）  - 川谷綾子役
- 太陽にほえたら…（2023年10月、俳優座劇場）[41]

### ラジオ
- 『Sound Art Wave』レギュラーDJ（FM横浜、土曜19:30-20:00、2022年4月2日[42]-）
- 『鈴木聖奈 LIFE LAB～〇〇のおじ様たち～』レギュラーパーソナリティ　(水曜21:00 - 21:30、TBSラジオ)
  - (※2018年4月8日(7日深夜)：日曜0:30 - 1:00(土曜深夜)枠にて開始[43]。2022年9月28日から水曜夜枠へ移動[44]）
- 『鈴木聖奈のエンタメバックステージツアー』レギュラーパーソナリティ（※日曜午前「笹川友里 プレシャスサンデー」に内包、TBSラジオ）（2016年7月～2018年3月）

### Web配信
- 鈴木聖奈のはんなりジャパン（2018年12月～、youtube）
- 音箱　メインパーソナリティー

## 著書
- 「9月の金魚」（現代書館、2004年11月発売、ISBN 4-7684-7679-1、A5判変型、128ページ[45][46]）※高校生で作家デビュー